# Andechy
Andechy is een gemeente in het Franse departement Somme (regio Hauts-de-France) en telt 229 inwoners (2004). De plaats maakt deel uit van het arrondissement Montdidier.

## Geografie
De oppervlakte van Andechy bedraagt 7,8 km², de bevolkingsdichtheid is 29,4 inwoners per km².
De onderstaande kaart toont de ligging van Andechy met de belangrijkste infrastructuur en aangrenzende gemeenten.

## Demografie
Onderstaande figuur toont het verloop van het inwonertal (bron: INSEE-tellingen).